# Henri-Julien Dumont
Pour les articles homonymes, voir Dumont.
Henri Julien Jean-Baptiste Dumont dit Henri-Julien Dumont ou Henri-Dumont, né à Beauvais le 14 décembre 1856 et mort à Paris le 3 novembre 1936, est un peintre, affichiste et graveur français.

## Biographie

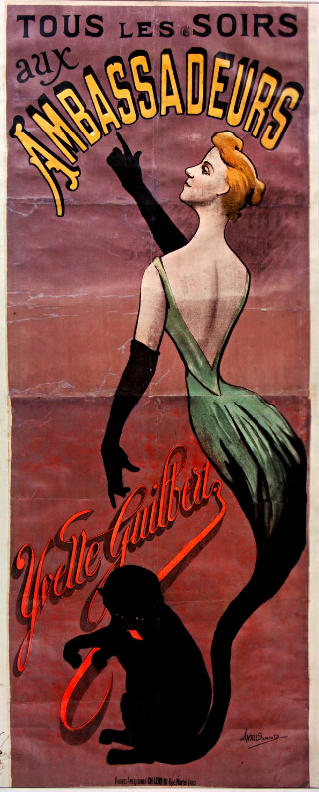
Yvette Guilbert aux Ambassadeurs (1893), affiche, Paris, BnF.

Henri Dumont est né le 14 décembre 1856 à Beauvais, d'Alfred Dumont, juge de paix et de Julie-Louise Nô.
Il effectue son service militaire en 1876-1877 au 3e chasseur, puis reprend ses études d'art auprès de Jules-Frédéric Ballavoine.
Durant la fin des années 1870, il fréquente le milieu montmartois et se lie à Pierre-Auguste Renoir, Henri Gervex, Edgar Degas : il est un familier du café Le Laroche, situé au bout de la rue Notre-Dame-de-Lorette. En 1881, il débute comme exposant au Salon des artistes français avec une composition, Tête de femme. L'année suivante, il présente une toile intitulée Un commissionnaire et il est signalé habitant au 57 bis, boulevard Rochechouart. En 1883, il envoie Fatiguée, un tableau montrant une jeune femme allongée sur un divan : il prend alors un atelier au 11, boulevard de Clichy. Ses premières toiles sont dans l'esprit impressionniste : deux d'entre elles — Mastroquet et Mélomane — sont refusées, aussi Dumont les présente au Salon des indépendants de 1884. Par la suite, il est connu pour être un peintre de fleurs.
Il signe ses tableaux « Henri Dumont ».
En 1887, il habite au 75, boulevard de Clichy et se met en ménage avec Ellen Andrée, l'égérie des peintres impressionnistes. Le couple régularisera sa situation en contractant un mariage en 1921. Ellen Andrée l'avait connu chez Henri Gervex, lors d'un dîner où se trouvait aussi Edgar Degas : plus tard, le marchand d'art Ambroise Vollard rapportera cette anecdote. Il obtient cette année-là une mention honorable au Salon des artistes français.
En 1890, il présente au Salon des indépendants Le Printemps et Fleurs. En juin 1893, il produit deux affiches : Yvette Guilbert aux Ambassadeurs, une composition en partie décriée par la critique, et Cliquette aux Folies-Dramatiques, soit deux lithographies imprimées par les Affiches américaines (Paris). Pour Guilbert, il exécute encore un panneau décoratif, La Chanson (1895). Il devient membre actif de la Société nationale des beaux-arts.
Henri Dumont fut proche du milieu de la nuit montmartoise : il composa de nombreux portraits de comédiens, qu'il signait « Henry ». Il fit également le portrait de William Busnach et de Jean-Louis Dubut de Laforest. Il fréquente Jean Lorrain, qui lui dédiera un poème. Selon Vollard, Dumont se disait libre penseur et ses fréquentations en attestent.
En 1898, le journal L'Aurore rapporte son témoignage, qui servira lors de la révision du procès du capitaine Alfred Dreyfus, et qui dit que, en tant que témoin d'une conversation lors des audiences avant le premier procès, jamais le capitaine n'était passé aux aveux, contrairement à ce qui avait été affirmé pendant l'audience.
En octobre-novembre 1905, il fait partie de la délégation de peintres français exposant à l'Art Institute of Chicago : Dumont y montre plusieurs toiles, essentiellement des fleurs, manière qui le caractérise désormais.
En 1908, la manufacture des Gobelins lui commande, par l'entremise de Gustave Geffroy, plusieurs cartons destinés à des tapisseries.
À compter d'avril 1911, il est régulièrement exposé chez Georges Petit, qui lui restera fidèle jusque dans les années 1930.
En mai 1914, il reçoit une médaille lors de l'Exposition internationale de Gand, puis il est nommé chevalier de la Légion d'honneur, parrainé par le peintre Lucien-Victor Guirand de Scevola.
Après la Première Guerre mondiale, il continue d'exposer à Paris à la galerie Henri Manuel (janvier 1922) et chez André Schoeller (janvier 1933).
En 1930, il est signalé comme vivant toujours au 71, boulevard de Clichy.
Près de trois ans après son épouse, la comédienne et modèle Ellen Andrée, morte le 9 décembre 1933, il meurt à son domicile du 71 boulevard de Clichy, dans le 9e arrondissement de Paris le 3 novembre 1936. Le couple est enterré dans une tombe commune à Paris au cimetière de Montmartre.

## Œuvre
Après avoir débuté par une série de toiles inspirées de Montmartre, des plaisirs parisiens, et produit quelques eaux-fortes et affiches, Dumont se tourne vers la peinture de fleurs vers 1897-1900, manière qu'il affectionnera tout le restant de sa vie.
En 1885, il revient au Salon des artistes français pour présenter Les Matelassières : ce sera là sa dernière apparition pour cette manifestation. En 1893, il présente une toile, intitulée Fleurs, à l'Exposition des beaux-arts de Rueil, dont le vice-président du jury est son maître Gustave Maincent. Au Salon de la Société nationale des beaux-arts de 1897, il présente deux toiles de fleurs, Harmonie bleue et Pivoines.
Le MUDO - Musée de l'Oise de Beauvais conserve de lui deux peintures et un dessin. Le musée des Augustins de Toulouse possède une huile sur bois intitulée Orchidées (1902).

Œuvres d'Henri-Julien Dumont
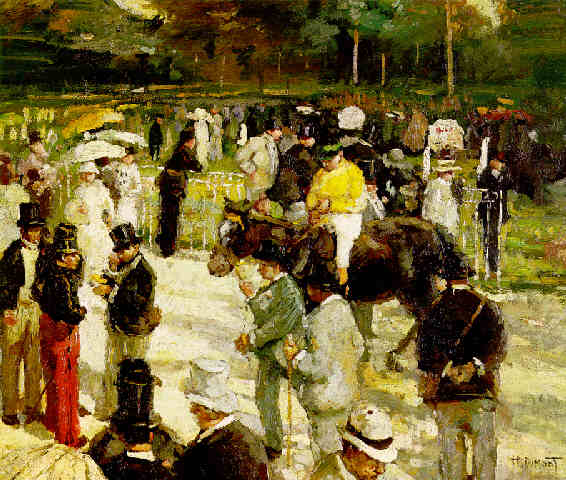
Au champ de courses, localisation inconnue.
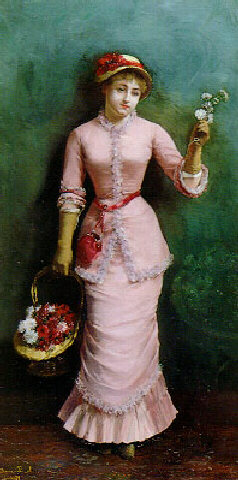
La Jeune Fleuriste (1880), localisation inconnue.
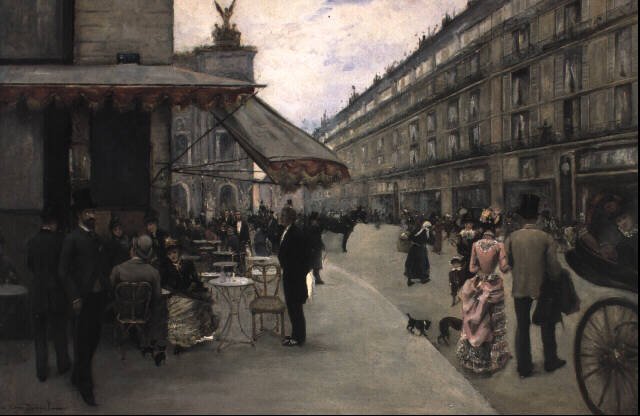
Le Café de la Paix, place de l'Opéra, localisation inconnue.
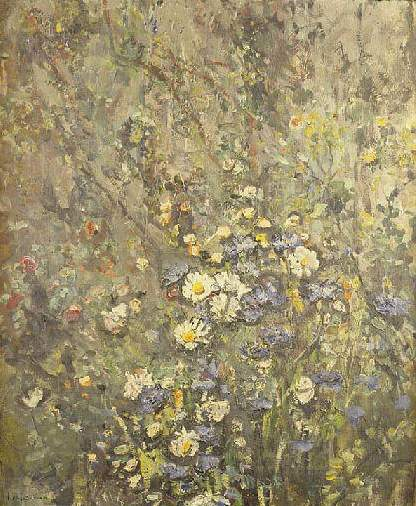
Marguerites et bleuets (vers 1900), musée des Beaux-Arts de Chambéry.
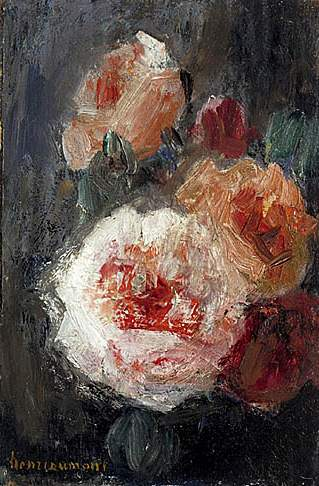
Roses (vers 1900), localisation inconnue.